# Songs from the Sparkle Lounge
| Recensione    | Giudizio |
| ------------- | -------- |
| AllMusic      |          |
| Rolling Stone |          |

Songs From the Sparkle Lounge è il nono album in studio del gruppo musicale britannico Def Leppard, pubblicato il 26 aprile 2008.
L'uscita del disco è stata accompagnata dal singolo Nine Lives registrato in collaborazione con il cantante country Tim McGraw.
L'album ha debuttato al quinto posto della Billboard 200 negli Stati Uniti, vendendo all'incirca 55 000 copie nella sua prima settimana di pubblicazione.

## Tracce
1. Go – 3:20 (Phil Collen, Joe Elliott)
2. Nine Lives (feat. Tim McGraw) – 3:32 (Collen, Elliott, Tim McGraw, Rick Savage)
3. C'mon C'mon – 4:09 (Savage)
4. Love – 4:17 (Savage)
5. Tomorrow – 3:35 (Collen)
6. Cruise Control – 3:03 (Vivian Campbell)
7. Hallucinate – 3:17 (Collen)
8. Only the Good Die Young – 3:34 (Campbell)
9. Bad Actress – 3:03 (Elliott)
10. Come Undone – 3:32 (Elliott)
11. Gotta Let It Go – 3:55 (Campbell)

### DVD bonus dell'edizione deluxe
- Behind the Curtain
- The Sparkle Lounge Commentary
- Nine Lives (video musicale)

## Formazione
- Joe Elliott – voce
- Phil Collen – chitarra, cori
- Vivian Campbell – chitarra, cori
- Rick Savage – basso, chitarra, cori
- Rick Allen – batteria
- Tim McGraw – ospite speciale in Nine Lives